# Oksanîna, Babanka
Oksanîna (în ucraineană Оксанина) este o comună în raionul Babanka, regiunea Cerkasî, Ucraina, formată numai din satul de reședință.

## Demografie
Componența lingvistică a comunei Oksanîna
     Ucraineană (97,86%)
     Rusă (1,58%)
     Alte limbi (0,48%)
Conform recensământului din 2001, majoritatea populației comunei Oksanîna era vorbitoare de ucraineană (97,86%), existând în minoritate și vorbitori de rusă (1,58%).